# Katastrofa (film 1965)
Katastrofa – polski film psychologiczny z 1965 roku, w reżyserii Sylwestra Chęcińskiego.

## Fabuła
Film ukazuje ludzki dramat, związany z tytułową katastrofą. Niedawno runął nowo wybudowany wiadukt, powodując śmierć kilku osób. Projektant mostu – młody inżynier Hulewicz – stanowczo nie poczuwa się do winy. W toku śledztwa okazuje się jednak, że zastosowano odbiegające od projektu materiały budowlane.

## Obsada aktorska
- Marta Lipińska − Hanka, dziewczyna Grzegorza
- Stanisław Niwiński − Grzegorz Hulewicz, projektant wiaduktu
- Aleksander Fogiel − majster Bień, kierownik budowy wiaduktu
- Wiktor Grotowicz − Rozner, dyrektor biura projektów
- Witold Pyrkosz − Witold Roszak, inspektor nadzoru inwestorskiego
- Edmund Fetting − Rowicki, weryfikator projektu
- Zbigniew Dobrzyński − Tomasz, asystent Grzegorza
- Zdzisław Maklakiewicz − Kotarski
- Antonina Girycz − projektantka Ewa
- Janusz Kłosiński − zaopatrzeniowiec Nowak
- Eliasz Kuziemski − obrońca Bienia
- Zofia Merle − kreślarka Zosia
- Krystyna Chmielewska − sekretarka w biurze projektów

## Wycofanie filmu
Równo miesiąc po premierze filmu we Wrocławiu – mieście, w którym toczy się jego akcja – doszło do prawdziwej katastrofy budowlanej: zawalił się niedokończony gmach Wydziału Melioracji. W wypadku zginęło 10 osób. Po tym wydarzeniu film na kilka miesięcy usunięto z kin, by nie przypominał o tragedii.